# ConTEXT
ConTEXT è un editor di testo open source per Microsoft Windows.
È molto utile per gli sviluppatori di software perché supporta un grande varietà di sintassi.
Riesce a gestire file molto grandi pur richiedendo una modesta quantità di RAM e di spazio su disco per funzionare.
Possiede un syntax highlighter per C/C++, Delphi/Pascal, FORTRAN, 80x86 Assembly, Java, JavaScript, Visual Basic, Perl/CGI, HTML, SQL, Python, PHP, Tcl/Tk, ed il relativo linguaggio di definizione syntax highlighter.
Altre caratteristiche sono i template, il supporto per UTF-8, e la capacità di lavorare con molteplici finestre di documento usando una Multiple Document Interface. ConTEXT è in grado di integrare compilatori per compilare codice sorgente dallo stesso editor, e di lanciare strumenti esterni per manipolare i file caricati (ad esempio Pretty Printer).
L'output di tali programmi - come i messaggi di errore - possono essere catturati per eventuali ulteriori usi.
La ricerca testuale incrementale e le fondamentali espressioni regolari sono supportate per le funzioni di ricerca e sostituzione. ConTEXT è disponibile in diverse lingue.
ConTEXT è stato uno vincitore del premio Pricelessware 2006.
Il 7 settembre 2007 il creatore di ConTEXT ha annunciato di voler vendere il progetto inclusi tutti i sorgenti, copyright, sito web e dominio.
In dicembre 2007 è stato annunciato che l'intero progetto è stato acquistato e ConTEXT Project Ltd è stata costituita come società a responsabilità limitata.
Lo sviluppo di ConTEXT continuerà come software proprietario a licenza freeware.